# Kacper Krzepisz
Kacper Krzepisz (ur. 16 grudnia 1999 w Gdyni) – polski piłkarz występujący na pozycji bramkarza.

## Kariera klubowa
Jest wychowankiem Arki Gdynia. W pierwszym zespole zadebiutował 25 września 2018 roku w wygranym 3:0 spotkaniu Pucharu Polski ze Śląskiem Świętochłowice. W Ekstraklasie zadebiutował 18 lipca 2020 roku w wygranym 1:0 meczu z Wisłą Kraków, w którym obronił rzut karny wykonywany przez Marcina Wasilewskiego.
W sezonie 2024/25 zawodnik I-ligowej Kotwicy Kołobrzeg. Na początku sierpnia 2025 r. powrócił do grającej w Ekstraklasie Arki Gdynia. 

## Sukcesy

### Arka Gdynia
- Finalista Pucharu Polskiː 2020/2021